# Эстемменозух
Эстемменозу́х (лат. Estemmenosuchus) — вымерший род примитивных «среднепермских» растительноядных терапсид семейства эстеменнозухов (Estemmenosuchidae). Два вида — Estemmenosuchus uralensis и Estemmenosuchus mirabilis. 
Обнаружены в составе так называемой очёрской фауны у деревни Ежово в Очёрском районе Пермской области (возраст около 267 млн лет). Оригинал челюсти эстемменозуха из Ежовского местонахождения хранится в Палеонтологическом музее им. Б. К. Поленова в Пермском государственном университете, черепа и полные скелеты E. uralensis и E. mirabilis экспонируются в Палеонтологическом музее им. Ю. А. Орлова и Музее пермских древностей.

## Название
Родовое название связано с выростами на голове (от латинизированных др.-греч. εστεμμένος — «увенчанный; император, венценосец» и σοῦχος — «крокодил»).

## Описание

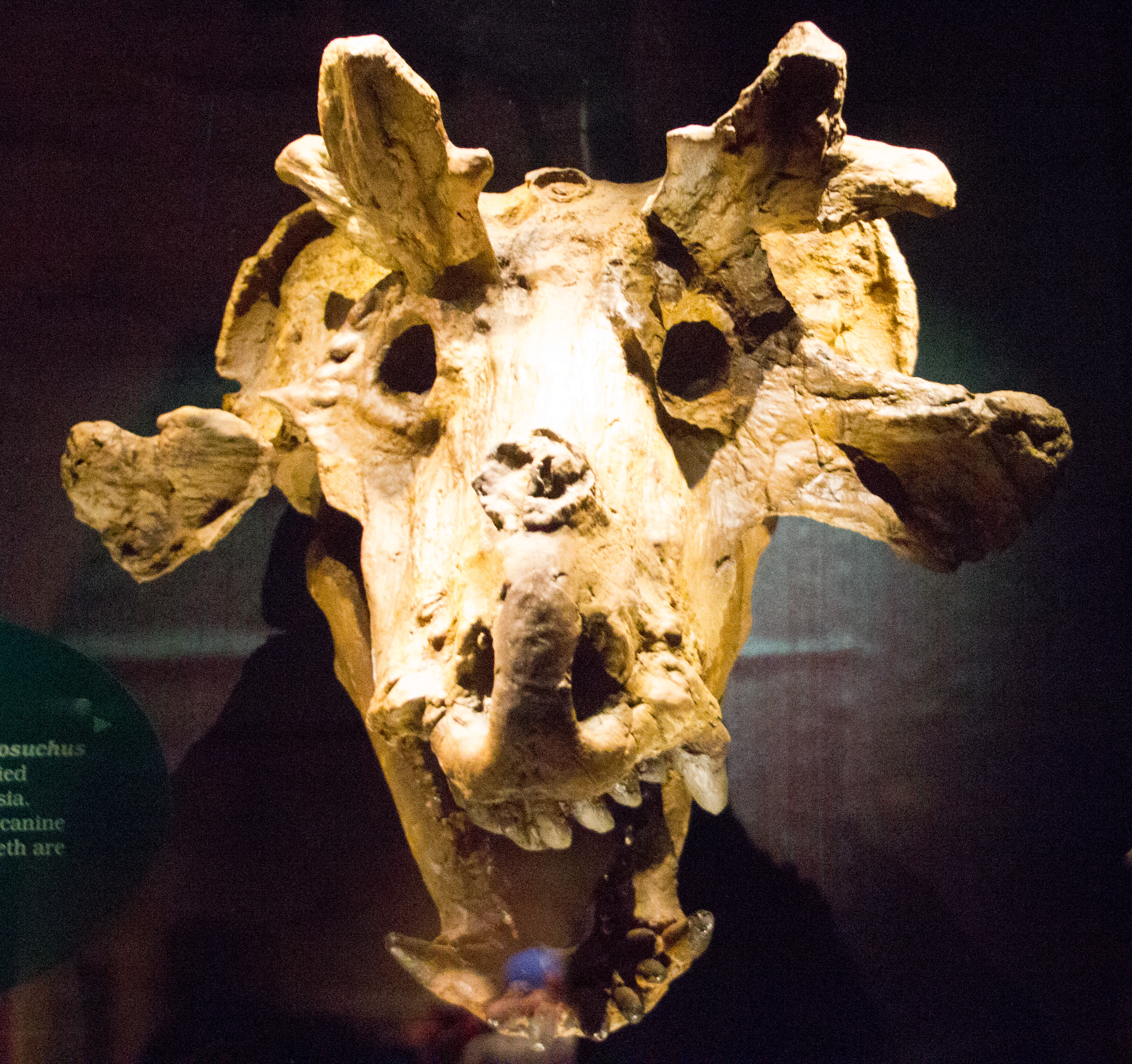
Череп Estemmenosuchus mirabilis

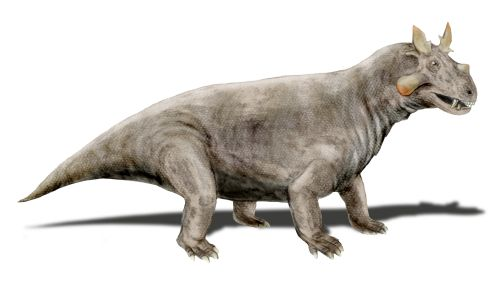
E. mirabilis

Типовой вид — Estemmenosuchus uralensis, описан П. К. Чудиновым в 1960 году. Крупное животное (длина черепа до 68 см, возможно, больше). 
Череп с чрезвычайно развитой орнаментацией из выростов в лобно-теменной области и на скулах, благодаря которой эстемменозух получил своё название – «венценосный ящер». Интересно, что, по наблюдениям М. Ф. Ивахненко, выросты присутствуют лишь на самых крупных черепах. Роль черепных выростов была, вероятно, турнирно-демонстративной, хотя выдвинуты предположения о том, что они могли участвовать в выработке биологически активных веществ, подобно пантам оленей, или в терморегуляции (выросты, обильно пронизанные кровеносными сосудами, могли помочь не перегреваться мозгу в жарком климате). Мощные клыки и резцы, округлые в сечении. Заклыковые зубы многочисленные (20–28 пар), булавовидные. Тело массивное, передние лапы чуть длиннее задних, кисти и стопы широкие. Хвост относительно короткий. Общая длина могла превышать 4 метра, высота — около 1,3 метра. Известен из местонахождений Очёр и Лужково.
Второй вид — Estemmenosuchus mirabilis. Этот эстемменозух гораздо мельче (высота в холке — чуть больше метра, а общая длина тела достигала трех метров), но выросты на черепе выражены ещё больше. Так, выросты над глазами разветвлены, выросты на скуловых дугах столь длинные, что ширина черепа равна длине. Морда относительно короче, чем у типового вида, длина черепа составляла около 42 сантиметров. Известен по единственному скелету из типового Очёрского местонахождения.

## Таксономия
Очёрские эстемменозухиды, описанные под названиями аноплозух (Anoplosuchus) и зоферозух (Zopherosuchus), оказались самками типового вида эстемменозуха. По размерам они не уступают самцам, но без выраженных выростов на черепе.
Обычно эстемменозухов считают дейноцефалами, но М. Ф. Ивахненко сближает их с примитивными горгонопсами.

## Палеобиология

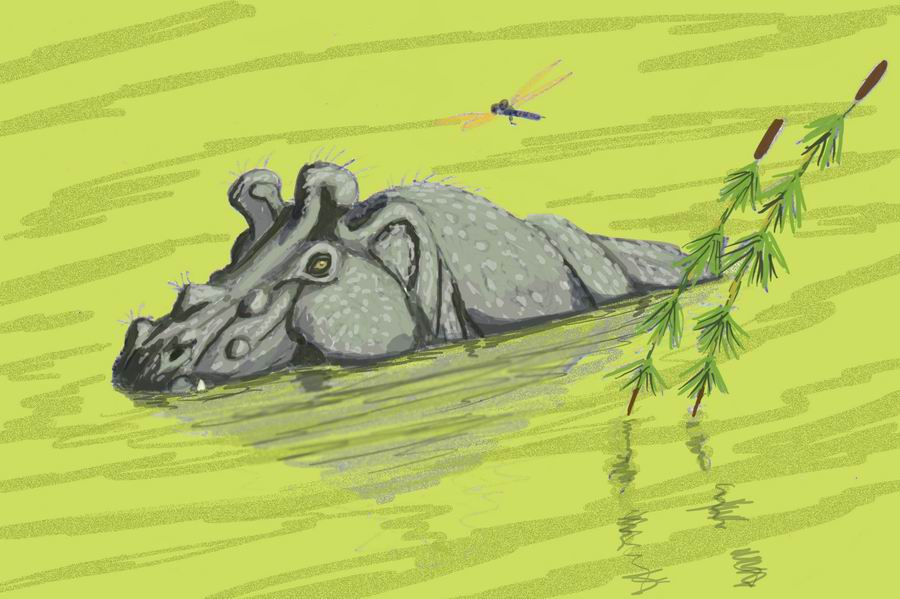
Эстемменозух

Вместе со скелетом «аноплозуха» обнаружены многочисленные костные бляшки, покрывавшие тело животного. Для эстемменозухов известны остатки шкуры (на черепах, включая «рога»). Изучение этих находок Чудиновым позволило установить, что чешуи или роговых покрытий у эстемменозухов не было. Шкура была толстая, с кожными железами. Костные бляшки могли находиться в толще кожи. Эстемменозухиды вели полуводный образ жизни (как бегемоты). Основу их питания могли составлять отмершие стволы каламитов. Тем не менее, строение зубной системы не исключает и всеядность (например, питание падалью).

## В массовой культуре
В Красноуфимске возле краеведческого музея установлена бронзовая скульптура эстемменозуха. Ещё один памятник поставлен близ Очёра. Модель эстемменозуха можно видеть в палеопарке Государственного Дарвиновского музея.
Скелет и научная реконструкция прижизненного облика E. uralensis изображены на лицевой стороне сувенирной банкноты «Пермский краеведческий музей: пермский период» серии «Музеи. Память о веках», выпущенной в 2024 году в рамках совместного проекта Пермской печатной фабрики – филиала АО «Гознак» и Пермского краеведческого музея к 300-летию Перми и 135-летию музея.